# ウィルソン郡 (カンザス州)
ウィルソン郡（ウィルソンぐん、英: Wilson County）は、アメリカ合衆国カンザス州の南東部に位置する郡である。2010年国勢調査での人口は9,409人であり、2000年の10,332人から8.9%減少した。郡庁所在地はフレドニア市（人口2,482人）であり、同郡で人口最大の都市はニーオウダシェイ市である（人口2,486人）。

## 法と政府
ウィルソン郡はアルコールを禁じる、すなわち「ドライ」の郡だったが、1986年にカンザス州憲法が修正され、住民は投票で個人が嗜むアルコール飲料の販売を承認した。ただし、食料販売量の30%までという制限が付いた。

## 地理
アメリカ合衆国国勢調査局に拠れば、郡域全面積は574.97平方マイル (1,489.2 km2)であり、このうち陸地は573.81平方マイル (1,486.2 km2)、水域は1.17平方マイル (3.0 km2)で水域率は0.20%である。

### 隣接する郡
- ウッドソン郡 - 北
- アレン郡 - 北東
- ネオショ郡 - 東
- モンゴメリー郡 - 南
- エルク郡 - 西
- グリーンウッド郡 - 北西

## 人口動態

人口ピラミッド

以下は2000年の国勢調査による人口統計データである。
| 基礎データ - 人口: 10,332人 - 世帯数: 4,203 世帯 - 家族数: 2,849 家族 - 人口密度: 7人/km2（18人/mi2） - 住居数: 4,937軒 - 住居密度: 3軒/km2（9軒/mi2） 人種別人口構成 - 白人: 96.78% - アフリカン・アメリカン: 0.37% - ネイティブ・アメリカン: 0.88% - アジア人: 0.26% - 太平洋諸島系: 0.04% - その他の人種: 0.48% - 混血: 1.19% - ヒスパニック・ラテン系: 1.67% 年齢別人口構成 - 18歳未満: 25.4% - 18-24歳: 7.4% - 25-44歳: 23.8% - 45-64歳: 23.4% - 65歳以上: 19.9% - 年齢の中央値: 41歳 - 性比（女性100人あたり男性の人口） - 総人口: 94.2 - 18歳以上: 89.6 | 世帯と家族（対世帯数） - 18歳未満の子供がいる: 29.6% - 結婚・同居している夫婦: 57.1% - 未婚・離婚・死別女性が世帯主: 7.8% - 非家族世帯: 32.2% - 単身世帯: 29.1% - 65歳以上の老人1人暮らし: 15.8% - 平均構成人数 - 世帯: 2.40人 - 家族: 2.96人 収入と家計 - 収入の中央値 - 世帯: 29,747米ドル - 家族: 36,990米ドル - 性別 - 男性: 27,255米ドル - 女性: 18,670米ドル - 人口1人あたり収入: 14,910米ドル - 貧困線以下 - 対人口: 12.3% - 対家族数: 7.5% - 18歳未満: 13.4% - 65歳以上: 11.8% |

## 都市と町

### 法人化された都市
都市名の後の数字は2010年国勢調査での人口を示す。
- ニーオウダシェイ, 2,486
- フレドニア, 2,482 - 郡庁所在地
- アルトゥーナ, 414
- バッファロー, 232
- ベネディクト, 73
- ニューオールバニ, 56
- コイビル, 46

## 郡区
ウィルソン郡は15の郡区に分けられている。フレドニア市とニーオウダシェイ市は「政治的に独立」と見なされ、下記郡区の数字からは外されている。下表で「人口中心」は最大都市であり、特に大きな数字でなければ、郡区の人口に含まれるものである。

## 教育

### 統一教育学区
- アルトゥーナ・ミッドウェイ USD 387
- ニーオウダシェイ USD 461
- フレドニアUSD 484